# Buttevant
Buttevant (Cill na Mullach en irlandais) est une ville médiévale du comté de Cork en république d'Irlande.
La ville est connue pour ses très anciennes foires au bétail, dont la foire au chevaux Cahirmee horse fair qui a toujours lieu chaque année le 12 juillet, mais aussi pour être la ville où s'est déroulé le premier steeple-chase hippique en 1752.

## Géographie

### Situation
Buttevant est située au centre de la province de Munster, dans le Comté de Cork, à mi-distance de Limerick (à 55 km au nord) et de Cork (à 46 km au sud-est) et à une distance orthodromique de 208,5 km au sud-ouest de Dublin la capitale de la république d'Irlande.

### Relief
La ville de Buttevant est entourée par de riches terres cultivables bordées au nord-est par les montagnes de Ballyhoura (An Sliabh Riabhach en irlandais) qui sont en fait de hautes collines orientées est-ouest, à la limite des comtés de Limerick et de Cork, et dont le sommet, le Seefin (Suí Finn en irlandais), culmine à 528 m.

### Hydrographie
La ville est traversée par la rivière Awbeg (An Abha Bheag en irlandais, the small river en anglais), qui est un affluent gauche du fleuve Blackwater, lequel se jette dans la mer d'Irlande à Cork.

### Transports

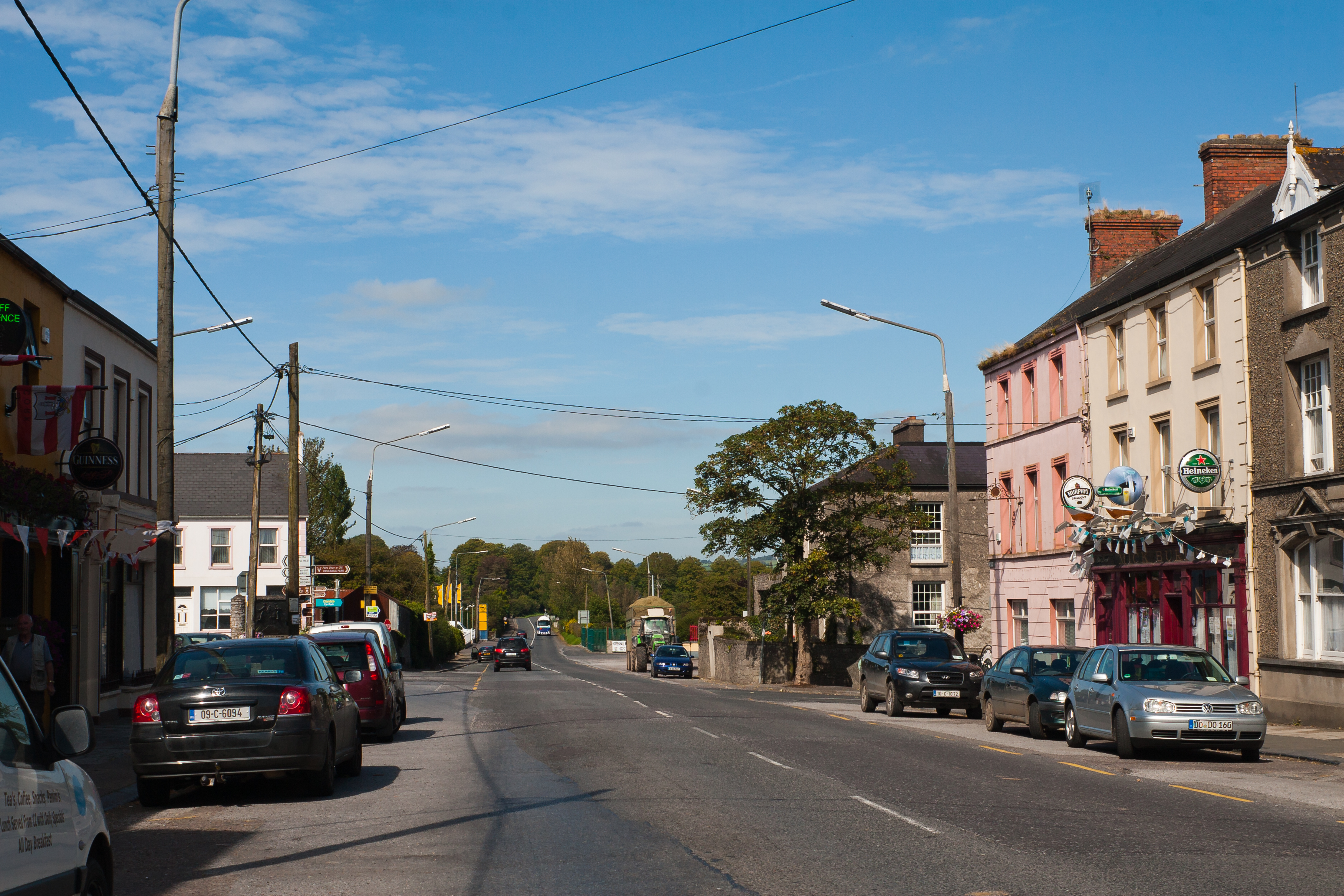
La rue principale de Buttevant (route N20) vue en direction du nord.

La route N20, qui relie Limerick à Cork, traverse la ville du nord au sud. Des bus relient Buttevant à Cork et à Limerick avec des départs toutes les heures.
La ville possède une gare située sur la ligne ferroviaire Dublin - Cork. La gare, ouverte le 17 mars 1849, est actuellement fermée au trafic de voyageurs depuis le 7 mars 1977.
L'aéroport le plus proche est celui de Cork, situé à 52 km au sud-est de Buttevant.

## Toponymie
Il existe de nombreuses interprétations de l'origine du nom de la ville.
Le nom Buttevant serait d'origine médiévale et aurait remplacé l'ancien nom irlandais Kilnamullagh. Buttevant dériverait du mot français Boutez-en-avant qui serait le cri de guerre de la famille Normande de Barry qui conquit la région à la fin du XIIe siècle. Il serait aussi dérivé du mot français Boutavant (ou Boutevant) qui était utilisé au Moyen Âge (en France, en Angleterre et en Irlande) pour désigner la tour la plus exposée d'une fortification.
Le nom irlandais Cill na Mullach signifierait The Church of the hillocks ou The Church of the summits en anglais (Ecclesia Tumulorum en latin et Église des Sommets en français). De récents travaux ont montré que la version The church of the curse (mallacht en irlandais) était une invention tardive mais comme l'appellation Kill-na-mallach en irlandais (the church of the curse en anglais) a été souvent utilisée, c'est cette version qui est maintenant retenue. Le site de l’ancienne église, actuellement occupée par une église du XIXe siècle, étant situé sur un plateau au-dessus de la rivière Awbeg (Mullagh en irlandais), dont le paysage environnant possèdent plusieurs petites collines (hillock en anglais), expliquerait aussi cette appellation.
La ville a aussi été référencée à plusieurs reprises dans des ouvrages du XIVe au  XVIe siècle sous le nom de Bothon. D'autres ouvrages citent Buttyfanie ou Buttiphante en anglais et Kilnamullagh ou Killnamallagh en irlandais. L'orthographe Killnamollacham a aussi était utilisée et aurait été traduite en Ecclesia Tumulorum en latin.

## Histoire

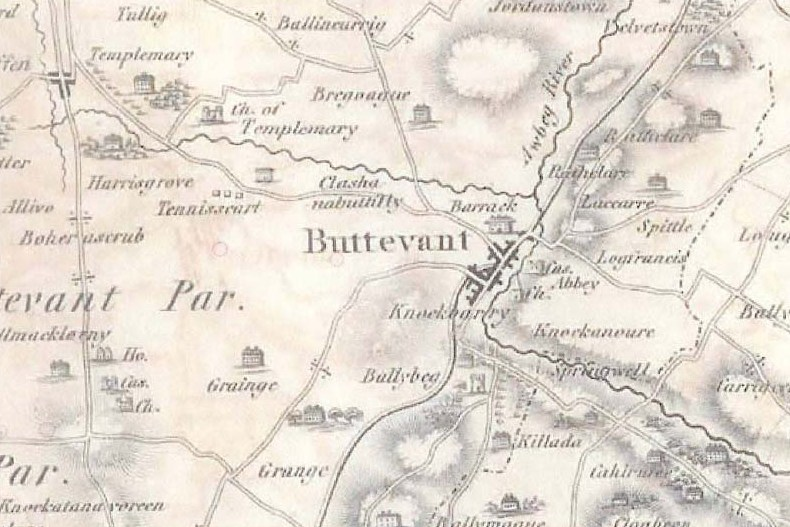
Carte de Buttevant en 1811.

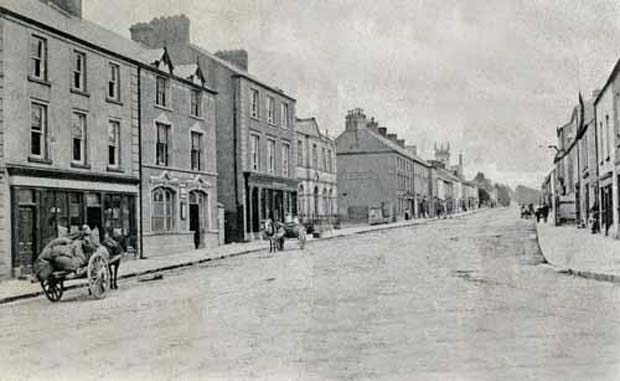
La rue principale de Buttevant au XIXe siècle.

L'histoire médiévale de Buttevant est très liée à celle de la famille normande de Barry,. La présence des Normands à Buttevant date du début de leur colonisation de l’Irlande au XIIe siècle. Avant leur arrivée, Buttevant était connue sous le nom de Kilnamullagh (the church on the hillocks en anglais).
En 1177, le roi Henri II d'Angleterre accorde le royaume de Cork à Milo de Cogan (pour la moitié occidentale) et à Robert FitzStephen (pour la moitié orientale). FitzStephen, qui est un baron Normand, cède par la suite à son neveu Philip de Barry des parties de ses territoires, notamment Muscridonegan dans la partie nord dont Buttevant est devenu le manoir principal. William de Barry succède à son père Phillip et de même, David Óg de Barry succède à son père Wiliam.
Le 26 septembre 1234, Henri III d'Angleterre concède à David de Barry l'établissement d'un marché à Buttevant le dimanche et d'une foire la veille et le jour de Saint Luc l'évangéliste (les 17 octobre et 18 octobre) ainsi que les six jours suivants. Au cours des siècles, Buttevant obtient d'autres concessions : des foires et des marchés ont lieu toute l'année pour les moutons et les porcs mais aussi des marchés aux œufs ou des foires aux chevaux. La foire aux chevaux de Cahirmee, qui a lieu le 12 juillet de chaque année, est la seule foire restante.
Tout au long du XIIIe siècle, la famille de Barry s'implique dans l'évolution de Buttevant. Les foires et les marchés attestent l'existence d'une ville et d'un manoir. De même que l'établissement de deux monastères, une abbaye augustine et un monastère franciscain, témoignent du développement de Buttevant. Les vestiges de l’ancien château suggèrent que sa construction date aussi de ce siècle. Un pont, toujours existant, au-dessus de la rivière Awbeg a été construit vers 1250. Les de Barry conçoivent leur ville comme une bastide fortifiée similaire à celles construites dans le sud-ouest de la France, en Normandie et dans le sud de l'Angleterre. Les traces les plus anciennes des murs d'enceinte de la ville datent de 1317. Ils sont aussi mentionnés en 1375 et en 1479.
Les de Barrys deviennent des vicomtes et des comtes. À la fin du XVIIIe siècle, le domaine des de Barry est vendu à John Anderson, qui reconstruit le château des de Barry, construit un moulin, les casernes de militaires et la route entre Mallow et Charleville (l'actuelle route N20). En 1830 il vend la ville et le château au seigneur de Doneraile.
Le premier steeplechase hippique a été organisé en 1752 au départ de Buttevant. La course était un défi à cheval entre deux voisins. Ils devaient relier l'église de Buttevant à celle de Doneraile, en parcourant la campagne en ligne droite sur une distance d'environ 7,2 km (4,5 milles) et en sautant par-dessus tous les obstacles rencontrés : les murs en pierre, les fossés et les haies. Le mot Steeple-chase a pour origine l'expression utilisée pour qualifier cette course : steeple to steeple (de clocher en clocher), où les concurrents devaient courir en fixant devant eux le clocher de l'église Doneraile, leur point d'arrivée.
Le 1er août 1980, le déraillement d'un train de voyageurs en gare de Buttevant provoque la mort de dix-huit personnes et en blesse soixante-dix autres.

## Politique et administration

### Vie politique locale
Sur le plan administratif, Buttevant fait partie du Comté de Cork, dans la province de Munster. Sur le plan politique, la ville est rattachée au secteur électoral local (Local electoral area) de Kanturk - Mallow qui élit 6 représentants au conseil du comté de Cork (Cork County Council) qui en compte 55. Les autres secteurs électoraux du comté sont : Blarney - Macroom (6 représentants), Fermoy (6 représentants), East Cork (6 représentants), Cobh (7 représentants), Ballincollig - Carrigaline (10 représentants), Bandon - Kinsale (6 représentants) et West Cork (8 représentants). L'actuel maire (mayor) du conseil du comté de Cork est le conseiller Noel O'Connor.
Le Conseil de la communauté de Buttevant (Buttevant Community Council) est actuellement présidé par John Lee.

### Services publics
Buttevant dispose d'un bureau de poste de l'établissement public An Post chargé du service postal en république d'Irlande.

### Jumelage
| Buttevant Plourivo |

Buttevant est jumelée avec :
- Plourivo (France) depuis 1998[11],[12].

## Population et société

### Démographie
| 1831  | 1841  | 1851  | 1861  | 1871  | 1881  | 1891  | 1901 | 1911  |
| ----- | ----- | ----- | ----- | ----- | ----- | ----- | ---- | ----- |
| 1 536 | 1 524 | 1 530 | 2 372 | 1 756 | 1 409 | 1 580 | 979  | 1 754 |

| 1926 | 1936 | 1946 | 1951 | 1956  | 1961 | 1966 | 1971  | 1981  |
| ---- | ---- | ---- | ---- | ----- | ---- | ---- | ----- | ----- |
| 834  | 881  | 793  | 769  | 1 027 | 981  | 978  | 1 045 | 1 161 |

| 1986  | 1991  | 1996  | 2002 | 2006 | - | - | - | - |
| ----- | ----- | ----- | ---- | ---- | - | - | - | - |
| 1 133 | 1 125 | 1 070 | 987  | 914  | - | - | - | - |

### Manifestations culturelles et festivités
La foire aux chevaux (Cahirmee horse fair) a lieu le 12 juillet de chaque année. C'est une très ancienne foire qui date du Moyen Âge. La foire avait lieu originellement dans le champ de foire de Cahirmee situé à l'est de la ville, elle a été transférée dans la ville elle-même en 1921.

### Santé
Un centre de santé ainsi qu'une pharmacie sont installés à Buttevant. Le centre médical le plus proche se situe à Mallow (le Mallow Primary Healthcare Centre) à 11 km au sud de Buttevant.

### Sports
Buttevant dispose d'un club de football, le Buttevant Athletic Football Club. Le club a été fondé en 1976, une section féminine existe depuis 1999.
L'association Buttevant GAA, membre de l'association athlétique gaélique (GAA), a été fondée en 1884. Elle dispose d'une section de football gaélique, les Awbeg Rangers, et d'une section de Hurling.

## Culture locale et patrimoine

### Patrimoine architectural
- Le prieuré augustin de Buttevant (Ballybeg Priory), a été fondé en 1229 par Philip de Barry. Des vestiges des murs du prieuré sont encore visibles[20].

- Le monastère franciscain de Buttevant (Buttevant Franciscan Friary), a été fondé en 1251 par David Óg de Barry. Il est situé au centre de la ville. Des parties importantes du monastère sont encore visibles[21].

- L'ancien pont au-dessus de la rivière Awbeg datant du XIIIe siècle[22].

- Les châteaux de Buttevant. Ils sont au nombre de six[23] :
  - Barry or Buttevant Castle, datant de 1200 ;
  - Lombard's Castle, datant du XVIIe siècle ;
  - Desmond Tower, dont la date certaine de construction est inconnue ;
  - Ballinguile Castle, datant du XIIIe siècle ;
  - Lisgriffin Castle, datant du début du XVIIe siècle ;
  - Templeconnell Castle, dont la date certaine de construction est inconnue, il a été reconstruit au cours du XVIIe siècle.

- L'église Sainte Marie (St. Mary's Parish Church), construite en 1826.

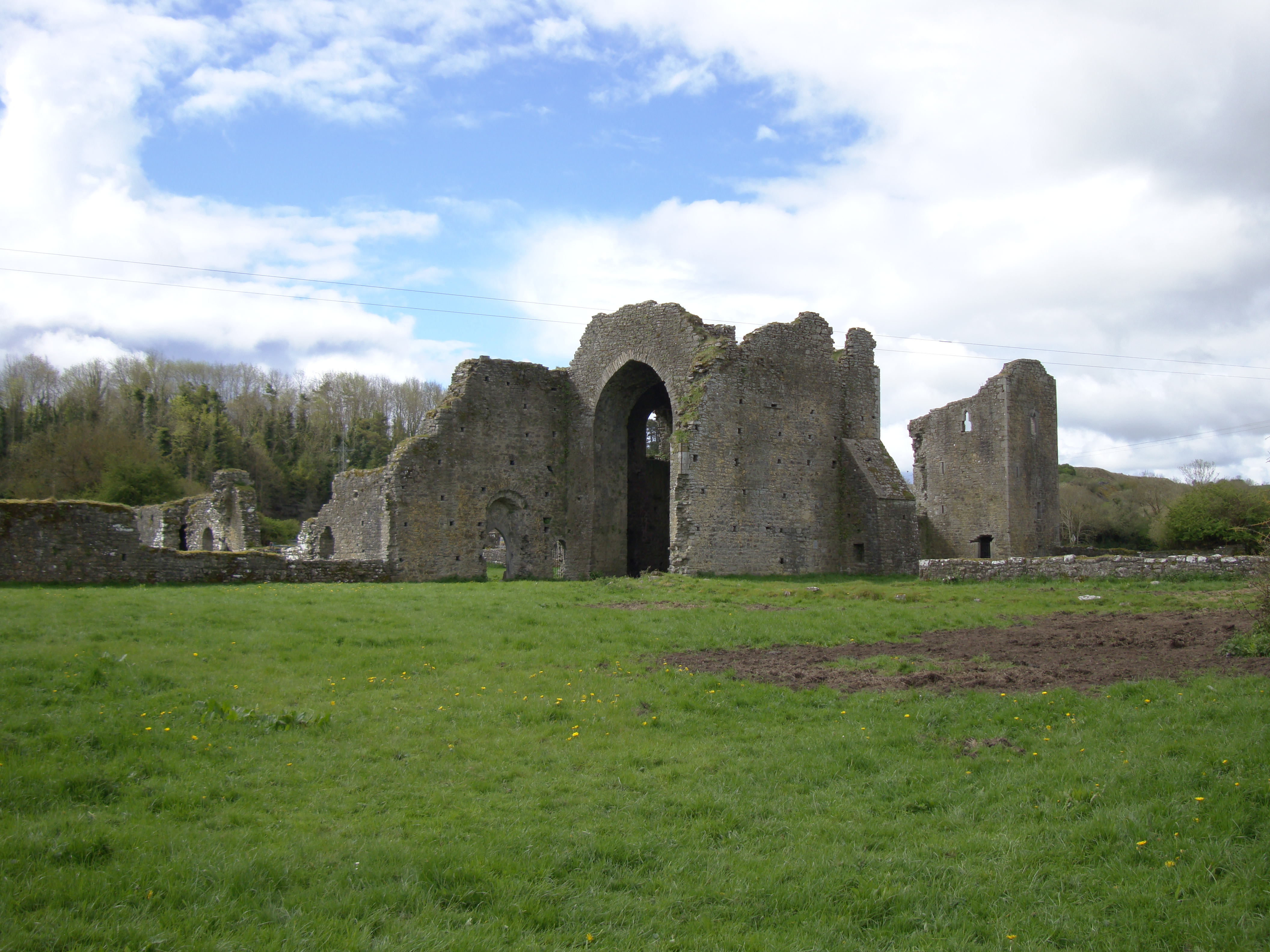
Les vestiges du prieuré de Ballybeg.
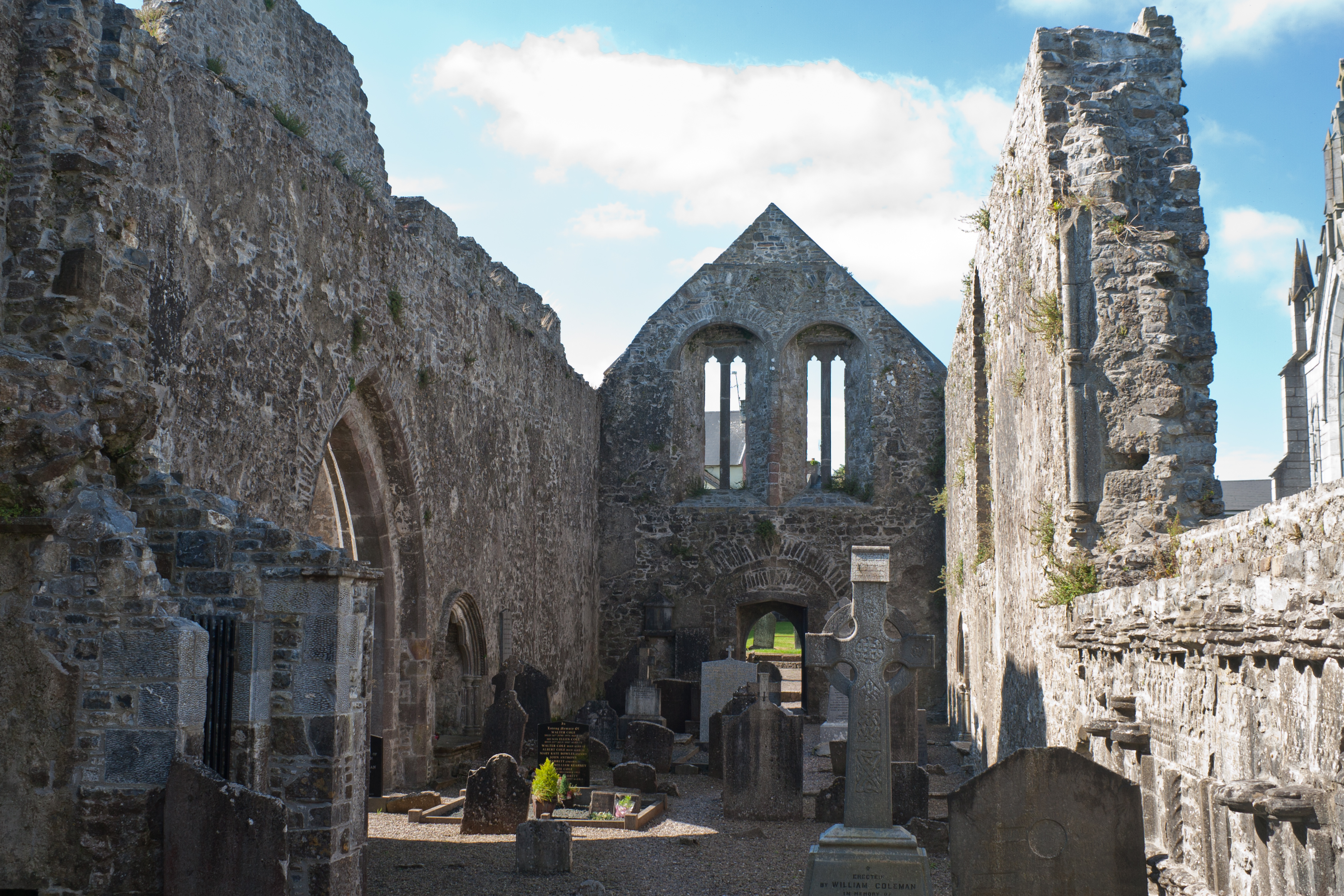
Intérieur du monastère franciscain.
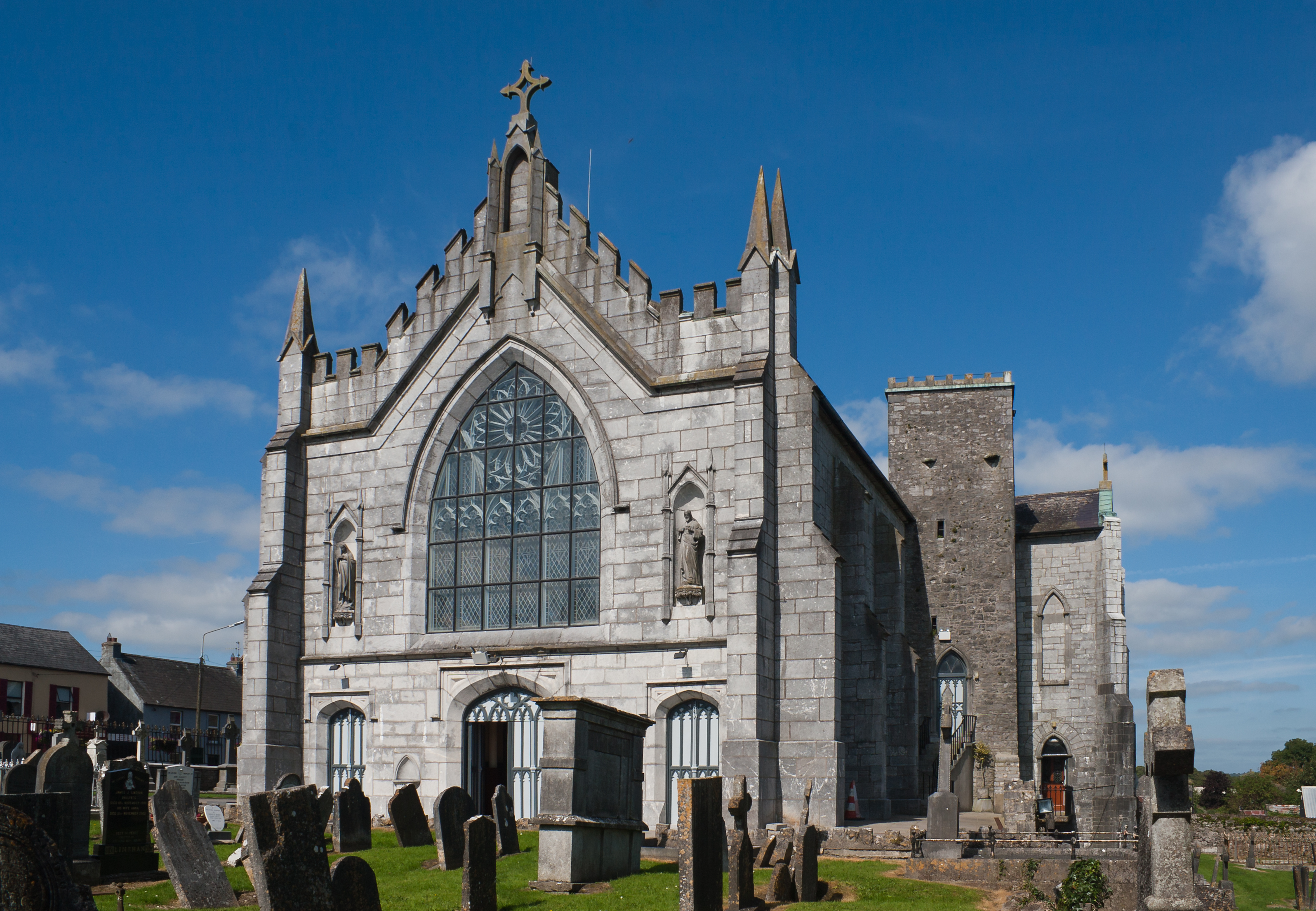
St. Mary's Church.

### Héraldique

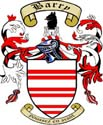
Les armes de la ville de Buttevant.

La ville de Buttevant utilise pour sa communication le blason de la famille de Barry.
| Blason de Buttevant | Blason  | D’argent aux trois jumelles de gueules.                       |
| Blason de Buttevant | Détails | Blason de la famille de Barry. Blason officiel de la commune. |

### Sources
- (en) Cet article est partiellement ou en totalité issu de l’article de Wikipédia en anglais intitulé « Buttevant » (voir la liste des auteurs).